# Alain Duclos
Alain Duclos (nacido el 25 de junio de 1971 en Bamako, Malí) es un piloto francés de enduro y rally raid, que actualmente es miembro del equipo Sherco. Mide 186 cm y pesa 88 kg.
Entre sus logros más destacados, cabe resaltar su participación en una docena de ocasiones del Rally Dakar, consiguiendo dos etapas (1 en 2006 y otra en 2014), así como el 6.º puesto en la general en 
2010 como mejor resultado final.

## Biografía
Nacido en Bamako, aunque nacionalizado francés, Duclos es un destacados piloto de enduro, que también participa en Rally raid, como el Rally Dakar.
Descubrió que lo suyo eran las motos desde muy temprano. El Dakar entró en la vida de Alain Duclos en 1982, cuando la caravana pasó cerca de su pueblo en el norte de Costa de Marfil. El motorista Raymond Loizeaux, alojado en la familia, le había transmitido su pasión por el rally.
A los 29 años participó por primera vez en el Rally Dakar, abandonando en la etapa 14. Se matriculó el mismo año en el Campeonato de Francia de Enduro que ganó en 2000 a nivel Nacional 2. En 2001 fue el ganador del Campeonato de Francia de Enduro con el equipo Husaberg.
En 2004 creó su propia estructura de motocicletas para participar en el Campeonato de Francia de Enduro. En el Rally Dakar de 2006 llegó su momento de gloria tras vencer la etapa que acaba en su Bamako natal, además de que logró acabar 7.º en la general final y en el que ganó en la categoría 450 cm³.
En 2009 se incorporó al equipo KTM junto a Cyril Despres, del que hizo labores de mochilero. Al año siguiente logró su mejor puesto en el Rally Dakar, 6.º en la general.
En 2011 firmó un contrato por dos años con el equipo Aprilia y se convierte en piloto oficial. Sin embargo con esta marca no obtuvo grandes resultados, acabando por debajo del 50.º puesto en la general del Dakar.
En 2013 firma por la marca Sherco, logrando acabar ese año en la 36.º posición final. En 2014 siguió con la misma marca, y tras ocho años volvió a ganar una etapa, la que iba desde San Miguel de Tucumán hasta Salta. Sin embargo, cuando marchaba 3.º en la general, tuvo que abandonar, debido a problemas mecánicos, tres días después de conseguir la victoria de etapa.

### Palmarés
| Año  | Competición                            | Título                                          |
| ---- | -------------------------------------- | ----------------------------------------------- |
| 2000 | Campeonato de Francia de Enduro        | Campeón de Francia de Enduro a nivel Nacional 2 |
| 2001 | Campeonato de Francia de Enduro        | Campeón de Francia de Enduro a nivel Nacional 1 |
| 2001 | Campeonato de Cross Country de Francia | Campeón de Cross Country de Francia             |
| 2007 | Rally Dakar de 2007                    | Campeón de la categoría 450 cm³                 |

## Resultados

### Rally Dakar
| Año     | Categoría | Vehículo | Posición | Etapas |
| ------- | --------- | -------- | -------- | ------ |
| 2000    | Motos     | Yamaha   | Ret.     | -      |
| 2001    | Motos     | Honda    | 60.º     | -      |
| 2003    | Motos     | KTM      | Ret.     | -      |
| 2005    | Motos     | KTM      | 14.º     | -      |
| 2006    | Motos     | KTM      | 7.º      | 1      |
| 2007    | Motos     | KTM      | Ret.     | -      |
| 2009    | Motos     | KTM      | 32.º     | -      |
| 2010    | Motos     | KTM      | 6.º      | -      |
| 2011    | Motos     | Aprilia  | 55.º     | -      |
| 2012    | Motos     | Aprilia  | 58.º     | -      |
| 2013    | Motos     | Sherco   | 36.º     | -      |
| 2014    | Motos     | Sherco   | Ret.     | 1      |
| 2015    | Motos     | Sherco   | 25.º     | -      |
| 2016    | Motos     | Sherco   | 42.º     | -      |
| Fuente: |           |          |          |        |